# Óscar Urviola
Óscar Marco Antonio Urviola Hani (Juliaca, 13 de mayo de 1948) es un abogado y político peruano. Fue presidente del Tribunal Constitucional entre 2012 y 2015 donde también ejerció como magistrado desde el 2010 hasta el 2016. Además, fue también diputado por Arequipa en el periodo 1990-1992.

## Biografía
Nació en la ciudad de Juliaca, el 13 de mayo de 1948, 
Realizó sus estudios primarios en el Colegio San Roman de Juliaca y los secundarios en la Unidad Escolar José Antonio Encinas y en el Colegio la Salle de la ciudad de Arequipa. Ingresó a la Universidad Católica de Santa María, en la cual obtuvo su título de abogado. Realizó una maestría en Derecho de la Empresa y un doctorado en Derecho también en la Universidad Católica de Santa María.
Realizó un diplomado en Derecho Constitucional y Derecho Procesal Constitucional organizado por el Centro de Estudios Constitucionales del Tribunal Constitucional, el Colegio de Abogados de Arequipa y la Facultad de Ciencias Jurídicas y Políticas de la Universidad Católica Santa María. 
De 1980 a 1983 fue juez suplente de la Corte Superior de Arequipa y de 1983 a 2004 como jefe del Área Legal de la Región Sur del Banco de Crédito del Perú. Urviola fue elegido como decano del Colegio de Abogados de Arequipa para el periodo 1996-1997. 
En el ámbito académico, se ha desempeñado como profesor y decano de la Facultad de Ciencias Jurídicas y Políticas de la Universidad Católica de Santa María y ha sido director del Museo de Arte Contemporáneo de Arequipa.

## Carrera política

### Diputado por Arequipa
Se inició en la vida política como miembro del partido Movimiento Libertad de Mario Vargas Llosa y en las elecciones generales de 1990, participó como candidato a la Cámara de Diputados en representación de Arequipa por el Frente Democrático (alianza política entre los partidos Acción Popular, Movimiento Libertad y el Partido Popular Cristiano) logrando ser elegido para el periodo 1990-1995 con 16,963 votos.
Aquí fue miembro de las comisiones de Justicia y Derechos Humanos, Industria, Turismo, Comercio e Integración y también fue primer secretario de la Cámara de Diputados bajo la presidencia de Roberto Ramírez del Villar.
Estuvo ejerciendo sus labores hasta que el 5 de abril de 1992, su cargo fue disuelto debido al golpe de Estado decretado por el expresidente Alberto Fujimori. Desde entonces, Urviola se enfrentó a los actos dictatoriales cometidos por Fujimori hasta la caída del régimen en el año 2000.
Para las elecciones parlamentarias del 2001, Urviola postuló nuevamente como candidato al Congreso de la República por el partido Somos Perú. Sin embargo, no resultó elegido con 13,820 votos.
De igual manera en su candidatura a la alcaldía de Arequipa en 2002.

## Tribunal Constitucional

### Magistrado
Óscar Urviola se presentó luego como candidato al Tribunal Constitucional y en junio del 2010, resultó elegido como magistrado con 84 votos a favor contra 16 abstenciones.

### Presidente
El 3 de diciembre del 2012, Urviola fue nombrado como presidente del Tribunal Constitucional en reemplazo del magistrado Ernesto Álvarez Miranda y juramentó el 3 de enero del 2013 para el periodo 2013-2014. Fue reelegido en el cargo en 2015.
Su nombramiento fue cuestionado debido a que afronta 55 denuncias por presunto prevaricato ante la Subcomisión de Acusaciones Constitucionales del Congreso de la República.

## Actividad política posterior
Fue miembro del Consejo Consultivo de la Comisión de Constitución y Reglamento del Congreso de la República presidido por Omar Chehade de Alianza para el Progreso. Sin embargo, terminó por renunciar tras su oposición a la eliminación de la inmunidad parlamentaria.
Luego, durante la segunda vuelta de las elecciones generales del 2021, Urviola fue integrado como abogado del partido Fuerza Popular de Keiko Fujimori en el tema sobre la anulación de actas electorales de un supuesto fraude a favor de Pedro Castillo de Perú Libre. Su nombramiento fue cuestionado debido a que Urviola fue un fuerte opositor al régimen dictatorial de Alberto Fujimori.
Luego en mayo del 2023, Urviola fue nombrado por la presidenta Dina Boluarte como miembro de la Comisión Consultiva de Asesores Constitucionales del Poder Ejecutivo. Esto generó polémica debido a que Urviola fue crítico de Boluarte cuando esta era miembro del gobierno de Pedro Castillo.

## Publicaciones
- Principio de legalidad en el derecho tributario peruano (2007)
- Formas de bicameralidad (2003)
- Retorno a la bicameralidad en el Poder Legislativo del Perú (2003)